# Jorvan Vieira
Jorvan Vieira (Duque de Caxias, Río de Janeiro, 24 de mayo de 1953) es un exfutbolista y entrenador de fútbol brasileño. Actualmente está libre después de entrenar al Etoile du Sahel de Túnez. Se convirtió al islam desde el ateísmo mientras trabajaba como entrenador en Marruecos.